# La Azulita
La Azulita – miasto w Wenezueli, w stanie Mérida.